# Chil Rajchman

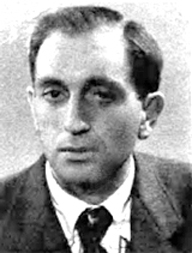
Chil Rajchman

Chil Rajchman (geboren am 14. Juni 1914 in Łódź; gestorben am 7. Mai 2004 in Uruguay) war ein jüdischer Überlebender des Vernichtungslagers Treblinka.

## Leben
Chil war der älteste von drei Brüdern, zudem hatte er zwei Schwestern. Seine Mutter starb 1931. Aufgrund der prekären finanziellen Lage seines Vaters trug Chil anschließend zum Lebensunterhalt der Familie bei.
Nach dem Überfall der Wehrmacht auf Polen floh Rajchman mit einer Schwester nach Pruszków, einer Stadt südwestlich von Warschau. In einem Lager für Eisenbahnarbeiter verrichtete er dort Zwangsarbeit. Nach der Auflösung der Zwangsarbeitsbrigaden wurde Rajchman ins Warschauer Ghetto deportiert.
Nach einigen Monaten verschlug es ihn nach Lubartów und Ostrów Lubelski im Distrikt Lublin. Im Oktober 1942 wurde er schließlich nach Treblinka deportiert. Er wurde nicht sofort ermordet, sondern den sogenannten Arbeitsjuden zugeteilt. Seine Schwester hingegen wurde unmittelbar nach Ankunft im Lager in der Gaskammer ermordet. Er arbeitete in Treblinka als „Friseur“ und musste Menschen vor dem Betreten der Gaskammern die Haare abschneiden. Später wurde er den „Leichenträgern“ zugeteilt, deren Aufgabe im Transport der Leichen zu den Massengräbern bestand. Zudem prüfte und entfernte Rajchman als Angehöriger eines „Dentistenkommandos“ die Gebisse der Ermordeten und brach Goldzähne und Brücken heraus.
Während des Aufstands von Treblinka am 2. August 1943 gelang ihm die Flucht aus dem Vernichtungslager. Bis zur Eroberung Polens durch die Rote Armee hielt sich Rajchman an verschiedenen Orten versteckt. Noch in Polen traf er zufällig auf seinen Bruder Moniek, der den Holocaust ebenfalls überlebt hatte.
Chil Rajchman heiratete in Polen und wanderte gemeinsam mit seinem Bruder Moniek nach Uruguay aus und ließ sich in Montevideo nieder. Dort gehörte er zu den aktivsten Mitgliedern der jüdischen Gemeinde. So engagierte er sich für das Holocaust-Museum (Museo Recordatorio del Holocausto) – das erste seiner Art in Südamerika – und für das Holocaust-Mahnmal in Montevideo.
Unmittelbar nach seiner Flucht aus Treblinka begann er mit der Niederschrift seiner Erfahrungen und Erlebnisse, die er nach Kriegsende vervollständigte. Bis zu Rajchmans Tod waren diese Aufzeichnungen nur seinen Familienangehörigen zugänglich. 2009 wurden sie in mehreren Sprachen veröffentlicht, unter anderem in Deutsch.
Der Holocaust-Überlebende Rajchman trat in mehreren NS-Prozessen als Zeuge auf, unter anderem in dem Treblinka-Prozess gegen Kurt Franz, Franz Suchomel et al. (1965) sowie gegen John Demjanjuk (1981 und 1987).

## Schriften
- Ich bin der letzte Jude. Treblinka 1942/43. Aufzeichnungen für die Nachwelt. Aus dem Französischen von Ulrike Bokelmann. (Von Evita Wiecki mit dem jiddischen Original abgeglichen), Piper, München, Zürich 2009, ISBN 978-3-492-05335-8.